# Ciconia boyciana
La cigüeña oriental (Ciconia boyciana), también conocida como cigüeña blanca coreana, es una especie de ave ciconiforme de la familia Ciconiidae propia de Asia oriental. No tiene subespecies reconocidas. Se parece a la  cigüeña blanca y anteriormente era a menudo tratada como una subespecie de la misma.

## Descripción
La cigüeña oriental es más grande que la cigüeña blanca, y tiene una longitud de 100–129 cm (medida desde la punta del pico hasta el extremo de la cola), una altura de 110-150 cm, y pesa entre 2.8 y 5.9 kg. Tiene una envergadura alar de 222 cm. Se diferencia también de la cigüeña blanca por tener piel de color rojo alrededor de su ojo, un iris blanquecino, y un pico negro.

## Distribución y hábitat

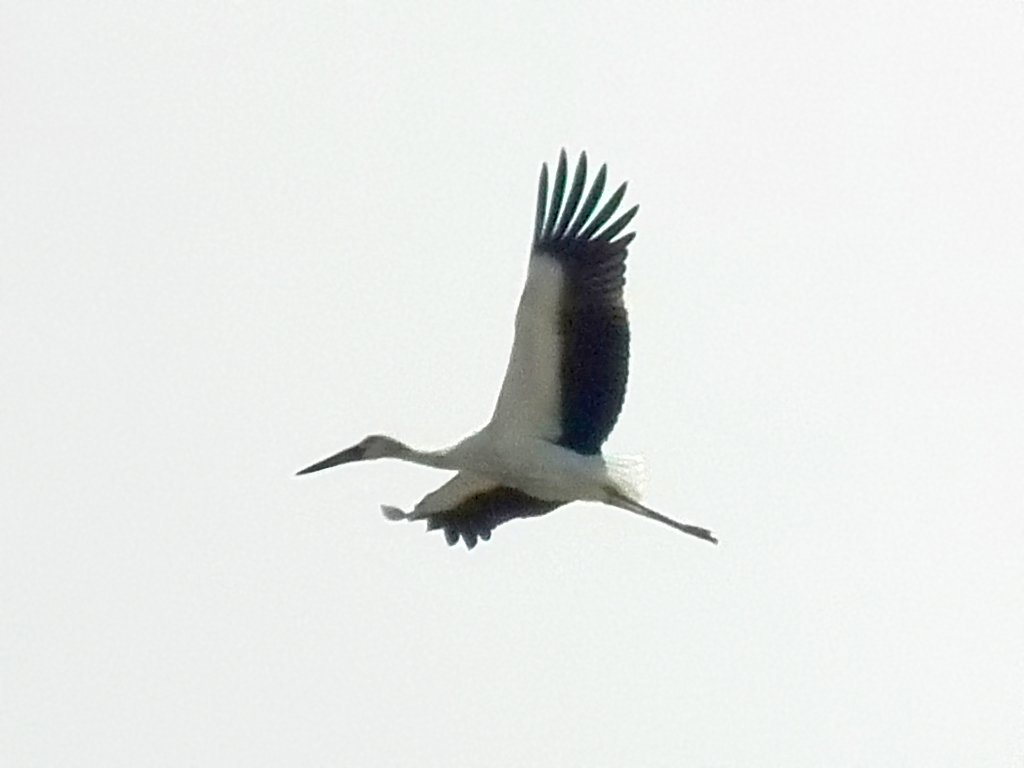
Cigüeña oriental (Ciconia boyciana) en los humedales de Mai Po, Hong Kong

Su área de distribución incluye China, Hong Kong, Japón, Corea, República Popular Democrática de Corea, Federación de Rusia y Taiwán. Se encuentra accidentalmente en Bangladés, la India, Mongolia, Birmania, y Filipinas.
Su hábitat natural se compone de bosque templado y humedales. Anida en la cima de árboles altos y estructuras artificiales como postes eléctricos. Se alimenta de peces y animales pequeños en aguas someras abiertas, humedales y ocasionalmente en marismas costeras.